# Sahih al-Buchari
Ṣaḥīḥ al-Bukhārī (arab. ‏.صحيح البخاري‎) – zbiór hadisów autorstwa muzułmańskiego uczonego Al-Buchariego, który sunnici uważają za najbardziej autorytatywne dzieło religijne po Koranie. Hadisy w zbiorze Al-Buchariego pogrupowane są na 93 rozdziały tematyczne – podział ten nie pochodzi wszakże od autora i został wprowadzony, żeby łatwiej było odnaleźć interesujące zagadnienie.

## Spis treści
1. Objawienie (bid' al-wahi بدء الوحي)
2. Wiara (al-iman الايمان)
3. Wiedza (al-ilm العلم)
4. Ablucje proste (al-wudu الوضوء)
5. Ablucje całościowe (al-ghusl الغسل)
6. Okres menstruacji (al-hajd الحيض)
7. Ablucja symboliczna (at-tajammum التيمم)
8. Modlitwy (as-salat الصلاة)
9. Zalety modlitwy w kierunku przegrody (as-sutra)
10. Pory modlitw (mawakit as-salat مواقيت الصلاة)
11. Wezwanie na modlitwę (al-azan الاذان)
12. Szczegóły odprawiania modlitwy
13. Modlitwa piątkowa (al-dżuma الجمعة)
14. Modlitwa w czasie trwogi
15. Dwa święta (ajd al-firt wa-ajd al-adha عيد الفطر وعيدالاضحى)
16. Modlitwa "nieparzystej raki"/al-witr (صلاة الوتر)
17. Wzywanie Boga o deszcz (al-istiska الاستسقاء)
18. Zaćmienie słońca
19. Prostracja podczas recytacji Koranu
20. Skracanie modlitw (at-taksir التقصير)
21. Modlitwy nocne
22. Czynności w czasie modlitw
23. Pogrzeby (al-dżana’iz الجنائز)
24. Obowiązkowy podatek na czele charytatywne (az-zakat الزكاة)
25. Obowiązkowy podatek na cele charytatywne po ramadanie (zakat al-fitr زكاة الفطر)
26. „Większa pielgrzymka” do Mekki (al-hadżdż الحج)
27. „Mniejsza „pielgrzymka” do Mekki (al-umra العمرة)
28. Przeszkody w dopełnieniu hadżdżu i umry
29. Kara za polowanie w czasie hadżdżu i umry
30. Z czego słynie Medyna
31. Post (as-sawm الصوم)
32. Modlitwy nocne w czasie ramadanu (Tarawih التراويح)
33. Wspominanie Boga w meczecie w odosobnieniu (al-i’tikaf الاعتكاف)
34. Sprzedaże i inne transakcje handlowe (al-buju' البيوع)
35. Sprzedaże, w których płaci się zaliczkę przed dostarczeniem towarów (as-salam السلم)
36. Wynajem (al-idżara الاجارة)
37. Transfer wierzytelności z jednej osoby na drugą (al-hawalat الحوالات)
38. Upoważnienie, transakcje przez pełnomocnika (al-wikala الوكالة)
39. Rolnictwo (al-muzara'a لمزارعة)
40. Dystrybucja wody (al-musaka المساقاة)
41. Pożyczki, spłaty pożyczek, zamrożenie wkładu, bankructwo (fi-al-istikrad wa-ada' ad-dujun, wa-al-hadżr wa-at-taflis في الاستقرض واداء الديون والحجر والتفليس)
42. Zagubione rzeczy znalezione przypadkiem (al-lukta اللقطة)
43. Prześladowanie i nadużywanie władzy (al-mazalim wa-al-ghasb المظالم والغصب)
44. Zbiorowe inicjatywy wiernych (asz-szirka الشركة)
45. Zastaw hipoteczny (ar-rahn الرهن)
46. Wyzwolenie niewolników (al-itk العتق)
47. Darowizny (al-hiba wa-fadluha wa-at-tahrid alajha الهبة وفضلها والتحريض عليها)
48. Składanie zeznań przez świadków (asz-szihadat الشهادات)
49. Arbitraż (as-sulh الصلح)
50. Warunki umowy (asz-szurut الشروت)
51. Testament (al-wasaja الوصايا)
52. Obrona islamu i kampanie wojenne (al-dżihad wa-as-sijar الجهاد والسير)
53. Obowiązek oddania 1/5 łupów na rzecz wspólnoty (fard al-chums فرض الخمس)
54. Stworzenie świata (bid' al-chalk بدء الخلق)
55. Opowieści o prorocy (ahadis al-anbija احاديث الانبياء)
56. Zasługi Proroka i jego Towarzyszy (manakib rasul allah wa-ashabi-hi مناقب رسول الله واصحابه)
57. Towarzysze Proroka (ashab rasul allah اصحاب رسول الله)
58. Zasługi Pomocników w Medynie (manakib al-ansar fi al-madina مناقب الانصار في المدينة)
59. Wyprawy wojenne Proroka (al-maghazi المغازي)
60. Komentarze Proroka do Koranu (tafsir al-kuran تفسير القران)
61. Zalety Koranu (fada'il al-kuran فضائل القران)
62. Małżeństwo (an-nikah النكاح)
63. Rozwód (at-talak الطلاق)
64. Wspieranie rodziny (an-nafakat النفقات)
65. Żywność, posiłki (al-at'ima الاطعمة)
66. Składanie ofiary z okazji narodzin (al-akika العقيقة)
67. Polowanie, ubój (az-zabai'h wa-as-sajd الذبائح والصيد)
68. Ofiary w święto ofiar (al-adahi fi-ajd al-adha  الاضاحي في عيد الاضحى)
69. Napoje (al-aszriba الاشربة)
70. Chorzy (al-marda المرضى)
71. Medycyna (at-tibb الطب)
72. Ubiór (al-libas اللباس)
73. Dobre maniery i etykieta (al-adab الادب)
74. Pytanie o pozwolenie (al-isti'zan الاستئذان)
75. Inwokacje (ad-da'wat الدعوات)
76. Od czego robi się cieplej na sercu (ar-rikak الرقاق)
77. Wola Boska (al-kadar القدر)
78. Przysięgi i przekleństwa (al-ajman wa-an-nuzur اليمان والنذور)
79. Ekspiacje za niewypełnione przysięgi (kafarat al-ajman كفارات الايمان)
80. Przepisy spadkowe (al-fara’id الفرائض)
81. Kary ustanowione przez Boga (al-hudud الحدود)
82. Kary dla niewiernych w stanie wojny z Bogiem i jego Wysłannikiem
83. “Okup krwi” (ad-dijat الديات)
84. Postępowanie wobec apostatów
85. Złożenie oświadczenia pod przymusem (al-ikrah الاكراه)
86. Kruczki prawne (al-hijal الحيل)
87. Interpretacja snów (at-ta'bir التعبير)
88. Dopusty boże i koniec świata (al-fitan الفتن)
89. Wyroki (al-ahkam الاحكام)
90. Życzenia (at-tamanna التمنى)
91. Przyjmowanie wiadomości od osoby godnej zaufania (achbar al-ahad اخبار الاحاد)
92. Ścisłe przestrzeganie Koranu i sunny (al-i'tisam bi-al-kitab wa-as-sunna الاعتصام بالكتاب والسنة)
93. Monoteizm – dogmat o jedyności Boga (at-tawhid التوحيد)